# 井冈山丹霞兰
井冈山丹霞兰（学名：Danxiaorchis yangii）也作杨氏丹霞兰，一种分布于中国江西省井冈山自然保护区及湖南省醴陵市等地的稀有兰花，属于兰科丹霞兰属，为中国国家二级重点保护野生植物。本种的模式产地为江西井冈山，种加词源自发现命名人之一杨柏云的姓氏，以感谢其对江西兰花生物多样性保护的贡献。

## 形态特征
井冈山丹霞兰植株直立，高10-25厘米，菌生，无叶。花瓣、萼片为黄色，花梗和子房呈亮黄色。

## 拟态
研究发现井冈山丹霞兰能够通过贝氏拟态的方式模拟广西过路黄（Lysimachia alfredii）的颜色信号，欺骗性地吸引杜隧蜂（Dufourea spp）前来传粉。试验表明，广西过路黄由于能为传粉者提供花蜜作为报酬，对井冈山丹霞的传粉者访花频率发挥“磁性物种”的功能。